# 金子沙織
金子 沙織（かねこ さおり、1988年7月18日 - ）は、日本の女優。

## 人物・来歴
特技は、絵画、裁縫、ドラム、チアダンス、バトントワリング。趣味の音楽鑑賞から、ドラムなどの打楽器演奏もする。
幼少時より美術に関心を持ちアトリエに通う。その後は美術学校へ通い、油彩を中心とした絵画を専行。中高在学時はチアリーディング・バトントワリングを学び、汗を流した。また服飾系専門学校にて洋裁などを学ぶ。
専門学校卒業後、ギターボーカル担当のきいちゃん（「HAPPY BIRTHDAY」 きさ）と、バンド「えびのお寿司おねえさん」を結成し、ドラムボーカルを担当。2009年3月23日に自主制作盤CD「初潮のダンス（EBI001/IND3176）」をリリース。ライブ活動などを精力的に行っていたが、2010年4月末に解散した。
映画「愛のむきだし（2009年 園子温監督）」での満島ひかりの演技に感銘を受けた事をきっかけに、2011年より役者を目指し、活動を開始。
並行して、2011年1月にポップロックバンド「神聖かまってちゃん」のドラム担当のみさこと、ツインドラムアイドルユニット「バンドじゃないもん!」を結成し、ドラムボーカルを担当する。2011年2月6日にライブデビュー。2012年10月3日にミニアルバム「バンドじゃないもん！（WPCL-11176）」でワーナーミュージックジャパンよりメジャーデビューを果たす。2013年9月19日に結婚準備を理由に脱退、女優業に専念する事となる。

## 出演
- 美女暦 11年9月号「秋美女」[1]
- 美女暦 12年1月号「スリーボム美女」[2]
- CF Roland キーボード 「JUNO-Di」（2012年）
- 週刊パーゴルフ（2012年9月25日号、2012年10月23日号）

### 映画
- 「新しい戦争を始めよう」 監督：竹内道宏 (2012年）
- 「映画バンもん！」(かっちゃん名義) 監督：山戸結希（2012年）
- 「琥珀色のミロンガ」 監督：阿部綾織（2013年)
- 「アイドル・イズ・デッド〜ノンちゃんのプロパガンダ大戦争〜」監督：加藤行宏 (2014年）

### ミュージックビデオ
- スネオヘアー「期待ハズレの空模様」 監督：入江悠  (2011年)